# معركة خوطين (1673)
معركة خوطين أو خوتين (2 سبتمبر - 9 أكتوبر 1621 م) نسبة إلى مدينة خوتين وهي مدينة صغيرة تقع في الغرب من أوكرانيا، يمر منها نهر دينستر الذي يفصل بين أوكرانيا ومولدوفا.

## تفاصيل
وقعت أحداث المعركة بين بولندا والدولة العثمانية، حيث ترأس السلطان العثماني عثمان الثاني قيادة الجيش بنفسه، وانتهت بهزيمة جيشه وتوقيع المعاهدة التي انتقل بموجبها حكم خوتين من الدولة العثمانية إلى إمارة البغدان التابعة لحكمهم. وتشتهر المدينة بقلعتها المحصنة.